# Église Saint-Martin de Grandrieu
L'église Saint-Martin de Grandrieu est une église catholique romaine située à Grandrieu, en France.

## Localisation
L'église est située sur la commune de Grandrieu, dans le département français de la Lozère.

## Historique
L'édifice est classé au titre des monuments historiques en 1930.